# Gocły
Gocły – wieś sołecka w Polsce położona w województwie mazowieckim, w powiecie ostrołęckim, w gminie Czerwin.
Wierni kościoła rzymskokatolickiego należą do parafii Trójcy Przenajświętszej w Czerwinie.
W miejscowości jest przystanek kolejowy Gocły.

## Historia
Wieś szlachecka położona była w drugiej połowie XVI wieku w powiecie ostrowskim ziemi nurskiej. W latach 1921–1939 wieś leżała w województwie białostockim, w powiecie ostrołęckim, w gminie Czerwin.
Według Powszechnego Spisu Ludności z 1921 roku wieś zamieszkiwały 233 osoby, 213 było wyznania rzymskokatolickiego, a 20 mojżeszowego. Jednocześnie 213 mieszkańców zadeklarowało polską przynależność narodową, 20 żydowską. Było tu 35 budynków mieszkalnych. Miejscowość należała do parafii rzymskokatolickiej w m. Czerwin. Podlegała pod Sąd Grodzki w Ostrołęce i Okręgowy w Łomży; właściwy urząd pocztowy mieścił się w m. Czerwin.
W wyniku agresji niemieckiej we wrześniu 1939 wieś znalazła się pod okupacją niemiecką. Od 1939 do wyzwolenia w 1945 włączona w skład Generalnego Gubernatorstwa.
W latach 1975–1998 miejscowość administracyjnie należała do województwa ostrołęckiego.